# (100554) 1997 GJ
(100554) 1997 GJ es un asteroide perteneciente al cinturón de asteroides, descubierto el 4 de abril de 1997 por el equipo del Near Earth Asteroid Tracking desde el Observatorio de Haleakala, Hawái, Estados Unidos.

## Designación y nombre
Designado provisionalmente como 1997 GJ.

## Características orbitales
1997 GJ está situado a una distancia media del Sol de 2,529 ua, pudiendo alejarse hasta 2,790 ua y acercarse hasta 2,269 ua. Su excentricidad es 0,103 y la inclinación orbital 1,974 grados. Emplea 1469,77 días en completar una órbita alrededor del Sol.

## Características físicas
La magnitud absoluta de 1997 GJ es 15,8.